# Joseph Huts
Joseph Huts (* Montignies-sur-Sambre, 16 de enero de 1913 – † Alsemberg, 24 de octubre de 1995). Fue un ciclista belga, profesional entre 1935 y 1939 cuyo mayor éxito deportivo lo obtuvo en la Vuelta a España donde obtuvo una victoria de etapa en la edición de 1936 lo que le permitió, al ser la primera etapa, ser líder de la clasificación general por un día.

## Palmarés
1935
- 2 etapas en la Volta a Cataluña
- Criterium de Tarragona

1936
- 1 etapa en la Vuelta a España
- 2 etapas en la Volta a Cataluña

1938
- Antwerpen – Gante – Antwerpen
- Ronde van Limburg